# Claude Milanges
Claude Amable Joseph Milanges est un homme politique français né le 4 avril 1765 à Riom (Puy-de-Dôme) et décédé le 4 avril 1818 à Angers.
Administrateur du district de Riom en 1790, il est élu député du Puy-de-Dôme au Conseil des Cinq-Cents le 23 germinal an V. Son élection est annulée après le coup d’État du 18 fructidor an V. Rallié au coup d'État du 18 Brumaire, il est nommé directeur des droits réunis à Mons en 1804.